# Al Pug
Al Pug (en francès le Puch) és un municipi francès situat al departament de l'Arieja i a la regió d'Occitània.